# Індіанці

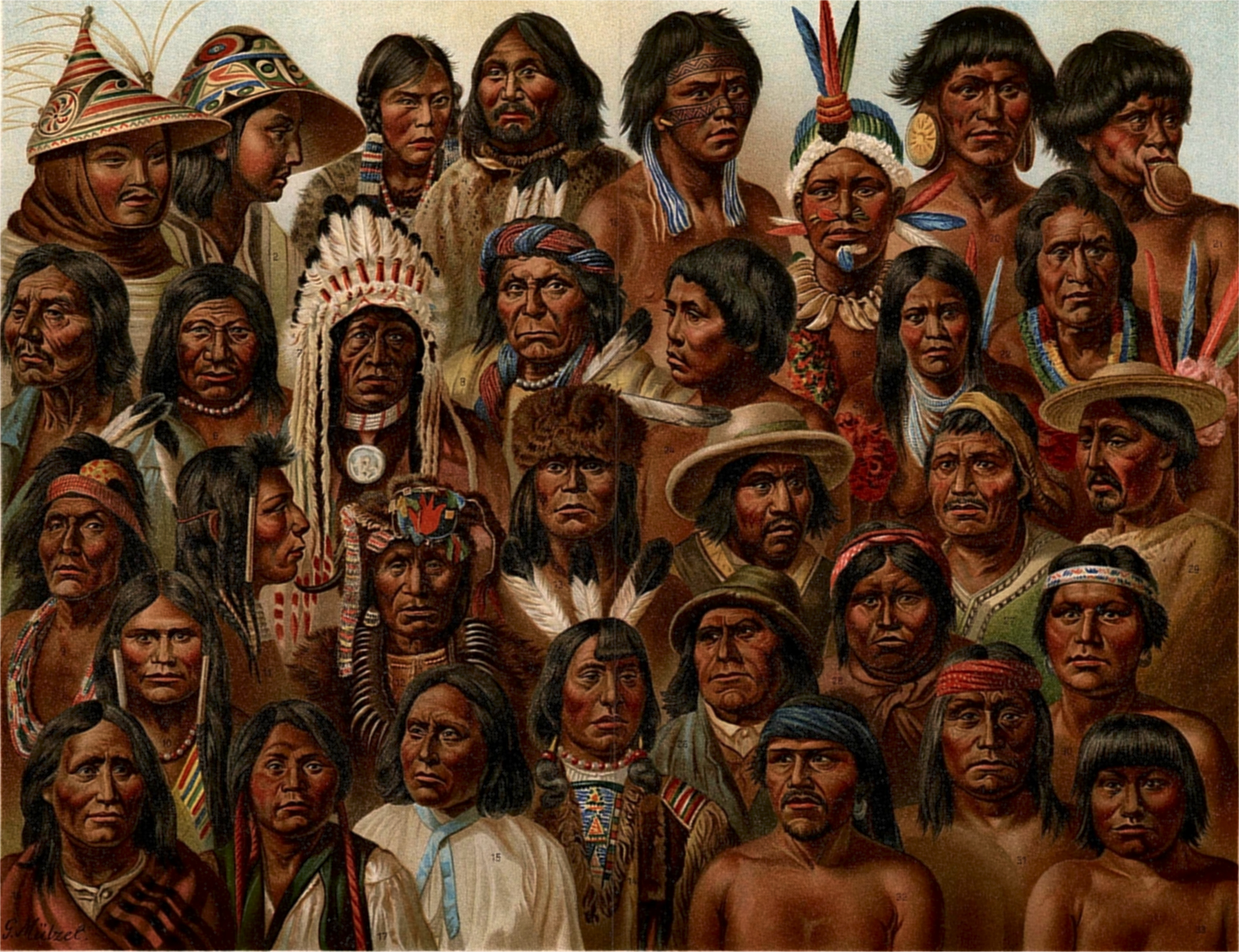
Представники племен-жителів Америки до приходу європейців (малюнок із книги «Nordisk familjebok» — «Шведська енциклопедія»), 1904

Пояснення до схеми: приналежність до племені: 1. Алеути; 2. Колоші (тлінкіти); 3, 4. Інуїти (ескімоси, жінка і чоловік); 5. Ковічини (район Ванкувера); 6. Кроу; 7. Чорноногі; 8. Оджибва (оджибвеї); 9, 10. Паюти (жінка і чоловік); 11. Шошони; 12. Сіу; 13. Пауні; 14. Мандани; 15. Апачі; 16. Пуебло; 17. Мешіка (ацтеки); 18. Майпуре; 19. Камбеба; 20, 21. Ботокуди (чоловік і жінка); 22, 23. Тукуна (чоловік і жінка); 24. Міранья; 25. Перуанець із Серро-де-Паско; 26. Чилієець-креол з району Чилое; 27. Кечуа; 29. Мохо (Болівія); 30. Пуельче (керанді, Аргентина); 31. Патагонець; 32. Араукани (мапуче); 33. Вогнеземельці.

Індіа́нці — загальна назва корінного населення Америки (за винятком ескімосів та алеутів), яку їм дав мореплавець Христофор Колумб, оскільки вважав відкритий ним континент Індією.

## Походження
Припускають, що азійські предки індіанців перейшли на територію Північної Америки близько 23 тисяч років тому (кількома хвилями) по перешийку між Сибіром і Аляскою, що опустився в океан під час останнього льодовикового періоду.
Довгий час антропологи вважали, що предків американських індіанців слід шукати у Північно-Східній Азії, тобто в нинішньому Сибіру. Проте останні дослідження мітохондріальних ДНК показують, що індіанці походять із Південно-Східної Азії. З іншого боку, аналіз гаплотипів за Y-хромосомою підтверджує близькість індіанців до народів Сибіру. Дослідники також встановили, що предки навахо, апачі та інших індіанців сім'ї надене є пізнішими прибульцями. Вони проникли на Американський континент з другою міграційною хвилею близько 5—10 тисяч років тому.

## Культура
У Північній Америці проживало близько 400 племен індіанців. Усі вони говорили різними мовами й не мали писемності. Однак 1826 року вождь племені черокі — Секвоя (Джордж Гесс) створив абетку черокі, а 1828 почав видавати газету «Черокі Фенікс» мовою черокі.
Степові індіанці користувалися піктографічним письмом. Також існували міжплемінні жаргони, до яких відносять загальну торговельну мову чикасо — «мобіле». Деякі племена широко користувалися мовою сигналів або жестовою мовою. Основними інструментами мови сигналів були умовні пересування пішки або верхи, дзеркала. Для спілкування використовували й вампуми, які за потреби слугували індіанцям грошима.
Господарство індіанців залежало від клімату й місцевості, де вони проживали, а також рівнем їхнього розвитку. Індіанці полювали, збирали їжу, а осілі племена ще були землеробами. У північних районах індіанці полювали на морських звірів. З появою європейців на континенті в індіанців з'явилися коні й вогнепальна зброя, які зробили полювання на бізонів легшим і швидшим. Вельми поширеним харчовим продуктом був пеммікан, готували який тільки жінки.
Індіанці вирощували сільськогосподарські культури й розводили свійських тварин (насамперед це характерно для цивілізацій Мексики та Південної Америки).
Вірування індіанців у минулому — різні родоплемінні культи (шаманізм, культ особистих духів-покровителів, пережитки тотемізму та інше). У сучасних індіанців ці культи збереглися лише у племен, що живуть у віддалених і малодоступних районах Америки (басейн річки Амазонка та інші). Більшість індіанців прийняла християнство: у Південній Америці переважно католицизм, а в Північній Америці — різні напрями протестантизму.
Трапляються також й індіанці-юдеї, що свого часу дало розвиток псевдогіпотезі про юдейське походження індіанців. Про це згадує Мілослав Стінгл у книзі «Індіанці без томагавків». Одне таке індіанське отомійське поселення (Вента Прієта в Центральній Мексиці) відвідав Егон Ервін Кіш і цікаво розповів про нього у своїй книзі «Знахідки в Мексиці» («Objevy v Mexiku»), у розділі «Зірка Давида над індіанським селом». Індіанці, а ще частіше метиси (особливо в Мексиці) приймали віру Мойсея від єврейських жителів латиноамериканських міст, коли ті в пору антисемітських погромів ховалися в індіанських селах.
Традиція виготовлення кераміки в індіанців як Північної, так і Центральної і Південної Америки, виникла задовго до контакту з європейцями, а місцеві стилі кераміки були вельми різноманітні. При цьому жодна доколумбова культура не мала гончарного круга (що можна пов'язати з відсутністю в індіанців колеса). З цієї причини всі відомі археологам і етнографам види індіанської кераміки виліплені вручну з використанням ряду традиційних технологій. Крім керамічних посудин, представники різних індіанських культур виготовляли також глиняні статуетки, маски, інші ритуальні предмети.

## Поширення і чисельність

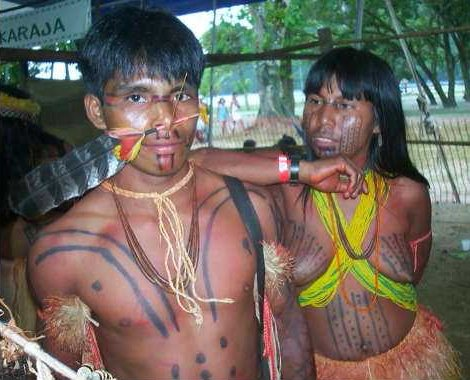
Індіанці Амазонії

## Відомі індіанці
- Сидячий Бик
- Шалений Кінь
- Секвоя
- Джим Торп
- Шифрувальники навахо

## Інтернет-ресурси
- Історія, яку затирали століттями: хто жив у США до білих
- Кривава історія США: Чому Вбивали Індіанців
- Куприенко С.А. Источники XVI-XVII веков по истории инков: хроники, документы, письма / Под ред. С.А. Куприенко. — К. : Видавець Купрієнко С.А, 2013. — 418 с. — ISBN 978-617-7085-03-3.
- Купрієнко С.А. Суспільно-господарський устрій імперії інків Тавантінсуйу : автореф. дис. на здобуття наук. ступеня канд. істор. наук : 07.00.02 / Купрієнко Сергій Анатолійович ; КНУ імені Тараса Шевченка. — К. : ЛОГОС, 2013. — 20 с.
- Пачакути Йамки Салькамайва, Куприенко С.А. Доклад о древностях этого королевства Перу / пер. С. А. Куприенко. — К. : Видавець Купрієнко С.А, 2013. — 151 с. — ISBN 978-617-7085-09-5.
- Талах В. Н., Куприенко С.А. Америка первоначальная. Источники по истории майя, науа (астеков) и инков / Ред. В. Н. Талах, С. А. Куприенко. — К. : Видавець Купрієнко С.А, 2013. — 370 с. — ISBN 978-617-7085-00-2.

- Мар'ятеґі Х. К.. Огляд індіянського питання (1928) [Архівовано 1 жовтня 2020 у Wayback Machine.]
- Морган Л. Г., Дома и домашняя жизнь американских туземцев, пер. с англ., Л., 1934;
- Фостер У., Очерк политической истории Америки, пер. с англ., М., 1953;
- Wiss1er Cl., The American Indian, 3 ed., N. Y., 1950;
- Appleton le Roy H., Indian art of the Americas, L., 1950;
- Covarrubias М., The eagle, the jaguar and the serpent., N. Y., 1954;
- Dockstader F. J., Indian art in America, Greenwich (Connecticut), 1961.